# Tzeferisita
La tzeferisita és un mineral de la classe dels sulfats. Rep nom pel Dr. Peter Tzeferis, del Ministeri de Medi Ambient i Energia de Grècia, una de les forces impulsores de l'estudi del districte miner de Làurion.

## Característiques
La tzeferisita és un sulfat de fórmula química CaZn₈(SO₄)₂(OH)₁₂Cl₂(H₂O)₉. Es tracta d'una espècie aprovada per l'Associació Mineralògica Internacional i publicada l'any 2023. Cristal·litza en el sistema trigonal.
L'exemplar que va servir per a determinar l'espècie, el que es coneix com a material tipus, es troba conservat a les col·leccions mineralògiques del Museu d'Història Natural de Viena (Àustria), amb el número de catàleg: o2549.

## Formació i jaciments
Va ser descoberta a la mina Damianos, una de les mines de Dimoliaki, dins el districte miner de Làurion, a Lavreotiki (Àtica Oriental, Grècia). Aquesta mina grega és l'únic indret de tot el planeta on ha estat descrita aquesta espècie mineral.